# Sérgio Torres
Sérgio Moacir Torres Nunes, mais conhecido como Sérgio Torres ou Sérgio Moacir (Taquara, 21 de setembro de 1926 — Viamão, 24 de junho de 2007), foi um futebolista e treinador brasileiro.

## Carreira como jogador
Sérgio Moacir iniciou a carreira no futebol como goleiro, sendo conhecido como "A Majestade do Arco".
Jogou no Floriano de Novo Hamburgo, em 1946. No ano seguinte, transferiu-se ao Grêmio, atuando pelo clube até o ano de 1956. Ainda jogou no Internacional.
Pelo Grêmio, Sérgio Moacir sagrou-se campeão gaúcho em 1949 e 1956. Pela Seleção do Brasil, conquistou o Pan-americano em 1956, quando a Seleção do Rio Grande do Sul representou o Brasil.

## Carreira como treinador
Também treinou a Dupla Grenal em diversas oportunidades, sendo campeão estadual pelo Internacional em 1961 e pelo Grêmio em 1962 e 1968. É o quinto treinador com mais jogos pelo Grêmio, num total de 248 jogos nas suas duas passagens pelo Grêmio.
Em 1984 atuou como treinador pelo Avaí aonde, em dez jogos, obteve quatro vitórias três empates e três derrotas.
Nos anos 90, foi um dos debatedores fixos do programa Sala de Redação, da Rádio Gaúcha
No dia 18 de setembro de 2003, recebeu uma homenagem do Grêmio, sendo imortalizado na "Calçada da Fama" do Estádio Olímpico.
Sérgio Moacir faleceu em 2007, aos 81 anos, vítima de infarto fulminante.

## Títulos

### Como jogador
Grêmio
- Campeonato Gaúcho: 1949 e 1956.

Seleção Brasileira
- Campeonato Pan-americano: 1956.

### Como treinador
Internacional
- Campeonato Gaúcho: 1961.

Grêmio
- Campeonato Gaúcho: 1962 e 1968.

Cruzeiro-RS
- Taça Governador do Estado: 1970.